# Milanówek
Milanówek – miasto w województwie mazowieckim, w powiecie grodziskim, leżące na południowy zachód od Warszawy i wchodzące w skład aglomeracji warszawskiej. Położone na Nizinie Środkowomazowieckiej, na Równinie Łowicko-Błońskiej.
Według danych z 2010 miasto miało 16 056 mieszkańców. Wraz z Brwinowem i Podkową Leśną należy do tzw. podwarszawskiego trójmiasta ogrodów.

## Historia
Pierwsza wzmianka o wsi pochodzi z XIV w.: Milonow (1350), dalej Milonowo (1414-1425, 1428), Milanowo alias Rapstinye (1529), Milanowo Rabstin (1580). Wieś szlachecka Milanowo Rabstin (Rabsztyn) położona była w drugiej połowie XVI wieku w powiecie błońskim ziemi warszawskiej województwa mazowieckiego. Według Rymuta nazwa pochodzi od nazwy osobowej Milon, Milan, z kolei pochodzących od imion złożonych typu Miłobrat, Miłosław. Po XVI wieku dodano przyrostek zdrabniający -ek.
Źródła informują nas o wójcie Bartłomieju z Czubina, nabywającym w 1452 od braci Stanisława i Jana synów Jakusza Kota część Milanowa. W 1580 niejaki Krzysztof Chlewiński płacił od niego podatek z jednego łanu. Niemniej w epoce nowożytnej majątek ów nie wyróżniał się niczym i należał raczej do małej własności. Przynależał on wówczas do parafii Żuków, gdzie też rejestrowano wszelkie urodzenia, zgony i śluby.
W II połowie wieku XVIII Milanówek był własnością Dyzmy Szymanowskiego, podczaszego warszawskiego.
Na początku wieku XIX Milanówek był własnością Jana Bogusława Wilhelma, dziedzica pobliskich Bieniowic. Wilhelm jednak mieszkał przez ten czas w Bieniowicach wraz z rodziną, Milanówek traktując zapewne jedynie jako lokatę kapitału. Był on też zaangażowany w procesy modernizacji rolnictwa. W jego książce wydanej w 1825 roku przedstawia on szkice budowanych przez siebie w swoich majątkach stodół. Jest to najprawdopodobniej najstarsza zachowana ilustracja budynku stojącego w Milanówku. Po śmierci Wilhelma w 1829 roku jego spadkobiercy zdecydowali się rok później sprzedać majątek. Jego kolejnym właścicielem został Karol Boromeusz Skalski (1777-1841), oficer wojsk polskich. Służył on w wojsku od 1809 roku w armii Księstwa Warszawskiego. Po jego upadku do 1830 roku służył w Wojsku Polskim w kompanii rakietników. Zasłużony w bitwie pod Olszynką Grochowską 29 września 1831 roku podał się do dymisji w stopniu podpułkownika.
Kupno Milanówka wiązało się zapewne ze zmianą stanu cywilnego Skalskiego. W styczniu 1830 roku zawarł on bowiem małżeństwo z Elżbietą Zofią Savage, córką Jakuba, a właściwie Jamesa Savage, głównego opiekuna ogrodów księżnej Izabeli Czartoryskiej i projektanta parku w Puławach.
Po śmierci Skalskiego majątek odziedziczyła jego żona. Niedługo jednak pozostawała we wdowieństwie. Już 9 listopada 1844 roku zawarła ona w Żukowie ślub z Marcinem Nasierowskim, właścicielem pobliskiego majątku Kłodno. Małżeństwo zresztą nie trwało długo, albowiem Nasierowski zmarł już 24 kwietnia 1848 roku. Oba małżeństwa Skalskiej okazały się bezdzietne.
W kilka lat po śmierci Nasierowskiego wdowa po nim wyprowadziła się do Warszawy, gdzie w źródłach figuruje jako właścicielka kamienicy. Było to zapewne związane ze zlicytowaniem w 1850 roku inwentarza milanowskiego majątku na wniosek posiadającego na nim hipotekę Wilhelma Kedsle.
W 1854 roku w „Gazecie Codziennej” jako właścicielka Milanówka wymieniona zostaje Zofia Łączyńska. Jest to zapewne błąd i chodzi już o późniejszą wieloletnią właścicielkę – Antoninę z Łączyńskich Rychłowską. Prywatnie siostra Marii Walewskiej urodzona w 1793 roku, była córką Macieja i Ewy z Zaborowskich. Pierwsze małżeństwo z Michałem Lasockim, dziedzicem Iłowa, synem Adama i Kunegundy z Mikorskich zawarła 20 września 1816 roku. Dla dalszej historii Milanówka istotne jest to, że ze związku tego narodzi się Adrian Leon Lasocki, późniejszy mąż Bronisławy i ojciec Michała. Po śmierci pierwszego męża 5 września 1821 roku Łączyńska wychodzi ponownie za mąż za Augusta Radwana, właściciela nieodległych od Milanówka dóbr Czerwonka. Trzeci związek zawarty w 1833 ze Stanisławem Rychłowskim przetrwał najdłużej, bo do jego śmierci w 1862 roku. Rychłowski, podobnie jak wcześniej Skalski, był byłym oficerem, który armii zawdzięczał swoją pozycję społeczną. To pod jego nazwiskiem, chociaż po jego śmierci, a więc zapewne de facto przez Antoninę przeprowadzono w 1862 roku proces oczynszowania chłopów:

„Na odbytem 24 b. m. posiedzeniu Komitetu Gubernjalnego, do oczynszowania włościan dóbr prywatnych Gub. Warszawskiej pod prezydencją Radcy Tajnego Łaszczyńskiego zatwierdzone zostały umowy dobrowolne o wieczyste oczynszowanie następujących majętności (...) 8) Milanówek, własność P. Stn. Rychłowskiego, osad 8, ogólna przestrzeń mórg 137 pr: 57, wysokość czynszu rs. 1 k. 35 z morgi t j. wartość włóki rs. 1535”

Antonina Rychłowska niezbyt długo przeżyła męża. Zmarła w Warszawie 27 maja 1864 roku. Wydaje się, że w ostatnich latach jej życia majątkiem mógł władać jej syn – Stefan, w „Kurierze Warszawskim” trafić można bowiem na wzmiankę, informującą że jako „obywatel z Milanówka” przybył do Warszawy.
W chwili jej śmierci własność majątku przeszła więc w ręce trójki żyjących dzieci Antoniny – Marii z Radwanów Mokronoskiej oraz Stefana (Jana Olbrachta) i Leona Lasockich. Ostatni z nich za udział w powstaniu styczniowym został zesłany na Sybir zmarł w drodze 31 grudnia 1864 roku. Wobec tego, że Leon Lasocki zmarł pół roku po matce sytuacja spadkowa przedstawiała się następująco. Każde z dwójki żyjących dzieci otrzymać winno po ⅓ majątku, zaś trzecia część przypadła do podziału wdowie po Leonie – Bronisławie Lasockiej oraz jej dzieciom. Na skutek licytacji przeprowadzonej 26 czerwca 1867 roku Bronisława Lasocka spłaciła rodzeństwo swojego męża i wraz z dziećmi stała się jedyną właścicielką majątku.
W 1899 roku majątek odkupił od niej jej syn Michał Lasocki i założył spółkę Kozłowski-Lasocki i spółka, która zajęła się parcelacją majątku tworząc w Milanówku letnisko.
Zamożni mieszkańcy Warszawy stawiali tu wystawne domy letniskowe, które często, gdy właściciele postanawiali przenieść się na stałe, zamieniały się w okazałe wille. Była to przeważnie inteligencja. Letnisko wyróżnia się nowoczesnym wyglądem zewnętrznym i urządzeniami. Stylowe, dobrze urządzone, skanalizowane pensjonaty i dworki z telefonami, wśród estetycznie utrzymanych ogrodów, tworzą miasto-ogród nieustępujące pierwszorzędnym letniskom zagranicznym. Jest to jedno z najpiękniejszych i najbardziej eleganckich uzdrowisk podwarszawskich, miejsce wypoczynku wyborowego towarzystwa stołecznego. Najsłynniejszym letnikiem z pierwszych lat był Bolesław Prus. Stałym mieszkańcem miasteczka był m.in. rzeźbiarz Jan Szczepkowski.

W 1908 roku powstało Milanowskie Towarzystwo Letnicze, którego pierwszym prezesem został Michał Lasocki. Z inicjatywy Towarzystwa powstał w Milanówku teatr letni, korty tenisowe i boiska do siatkówki. 

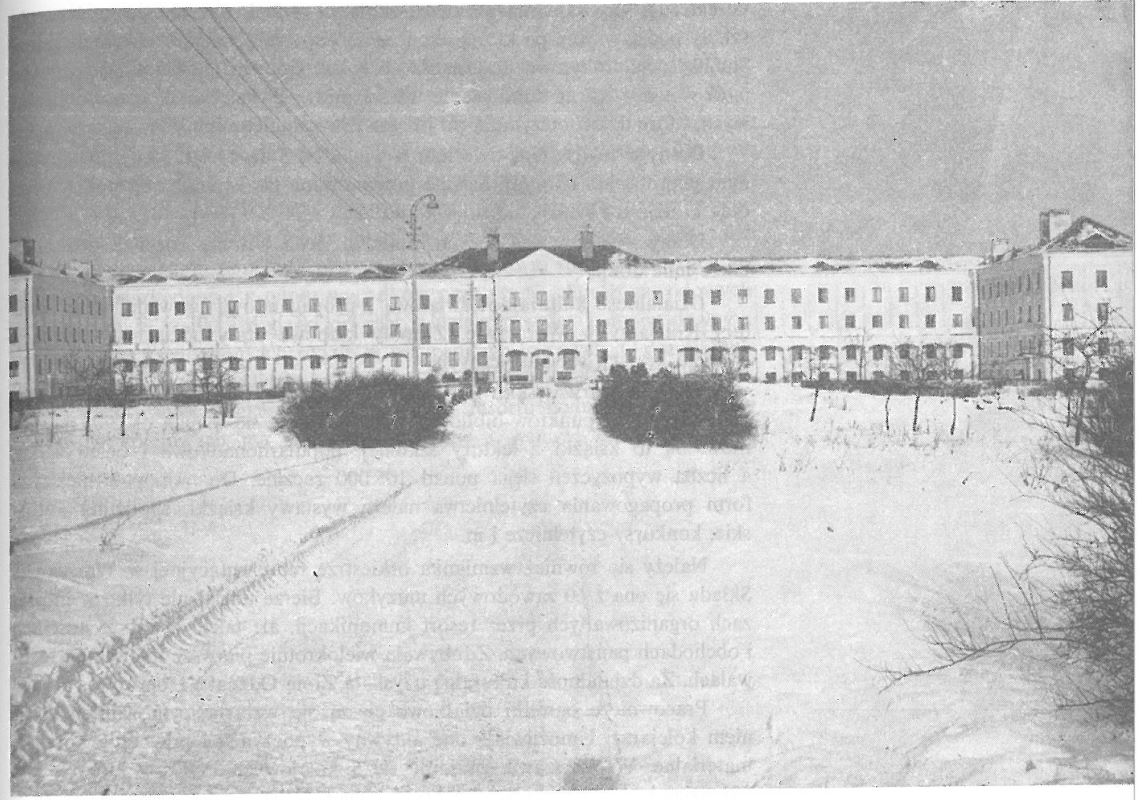
Dom Wysłużonego Kolejarza w Milanówku

W okresie międzywojennym rozwijała się, dominująca do dziś w starszej części miasta, architektura willowa. W 1924 roku rodzeństwo Stanisława i Henryk Witaczkowie założyli Centralną Doświadczalną Stację Jedwabniczą, po wojnie przekształcona w Zakłady Jedwabiu Naturalnego „Milanówek”. W 1933 roku w Milanówku z inicjatywy społecznej powołano instytucję „obywatelskich patroli” w związku z plagą napadów na domki letniskowe i wille.
W czasie II wojny światowej w kościele św. Jadwigi w Milanówku przechowywano przeniesioną z Kościoła Świętego Krzyża na Krakowskim Przedmieściu urnę z sercem Fryderyka Chopina. Po kapitulacji powstania warszawskiego do Milanówka przeniosły się najważniejsze organy Polskiego Państwa Podziemnego, co dało mu przydomek „małego Londynu”.
Podczas okupacji niemieckiej i w latach powojennych Milanówek był przedmiotem represji, które dotknęły licznych jego mieszkańców. Przykładem mogą być losy rodziny Vetulanich, z której dwie osoby zginęły w niemieckim obozie koncentracyjnym w Auschwitz-Birkenau w Oświęcimiu.
Pisał na ten temat Tadeusz Sowiński (1988) – nie podając źródeł swoich poglądów, a więc przesadnie deprecjonując służby wywiadowcze niemieckie i wysoko oceniając analogiczne służby sowieckie:

[...]"Przez pięć lat nie udało się Niemcom wykryć i rozbić struktury, ogarniającej całą lokalną społeczność. Była to bowiem społeczność wyjątkowa, jakby elita elit. Zwartość, solidarność, gorący patriotyzm, gotowość poświęcenia Sprawie, dyscyplina. Kto nawet nie był w konspiracji, ten o niej wiedział i wspierał ją. Warunki dla konspiracji były więc w sensie symbolicznym jedwabne. Tym bardziej, że silnym oparciem była dla niej [...] manufaktura jedwabiu (CDSJN), gdzie nie tylko wystawiano setki lewych dowodów pracy, chroniących przed łapankami nawet oficerów Komendy Głównej AK [...], lecz także produkowano materiały wybuchowe do granatów, szyto mundury i opaski na Powstanie, zaś po wypędzeniu ludności Warszawy – dawano schronienie uchodźcom, jak w całym zresztą Milanówku.
[...] To co nie udało się Niemcom przez pięć lat, tego dokonało NKWD w ciągu kilku zaledwie tygodni. Sowiecki okupant zdołał w tym krótkim czasie wyłapać, uwięzić i deportować niemal całą kadrę dowódczą tak wojskowych struktur, jak i władz cywilnych podziemia.” [...]

Tu warto zrobić ciekawe zestawienie z tym, co o Milanówku pisał wiele lat wcześniej, gdy była to zaledwie niewielka wieś, niemiecki podróżnik Alexander von Humboldt (1769–1859):

Byłem na Galapagos, przemierzyłem Andy, Kordyliery i dziki Ural, poznałem nurt Amazonki i rajskie wyspy oceanu, słowem, objechałem cały świat dokoła, świat pełen cudów natury i monumentalnych krajobrazów... W Polsce byłem kilka razy. Wyznam jednak, że nigdzie nie czułem się tak dobrze, jak w Milanówku, serdecznie podejmowany przez gościnnych mieszkańców tej małej osady...”

1 lipca 1952 miejscowość otrzymała prawa miejskie, wchłonięte zostały Nowa Wieś (obecnie ta część Milanówka nazywana jest Kazimierówką) i Polesie z gminy Nadarzyn oraz osiedle Parcele Milanówek z gminy Grodzisk. W okresie PRL nastąpił dalszy rozwój przemysłu, przede wszystkim powstały fabryki narzędzi stomatologicznych i chirurgicznych „MIFAM” oraz Milanowska Fabryka Cukierków. W latach 1975–1998 miasto administracyjnie należało do województwa warszawskiego. Po reformie administracyjnej z 1999 Milanówek stał się jedną z sześciu gmin tworzących powiat grodziski. W 2004 decyzją ministra kultury Milanówek stał się siedzibą Archiwum Państwowego Dokumentacji Osobowej i Płacowej, najmłodszego spośród głównych archiwów państwowych.

## Struktura powierzchni
Według danych z roku 2002 Milanówek ma obszar 13,52 km², w tym:
- użytki rolne: 46%
- użytki leśne: 3%

Miasto stanowi 3,69% powierzchni powiatu.

## Demografia
- Dane z 2010[3]:

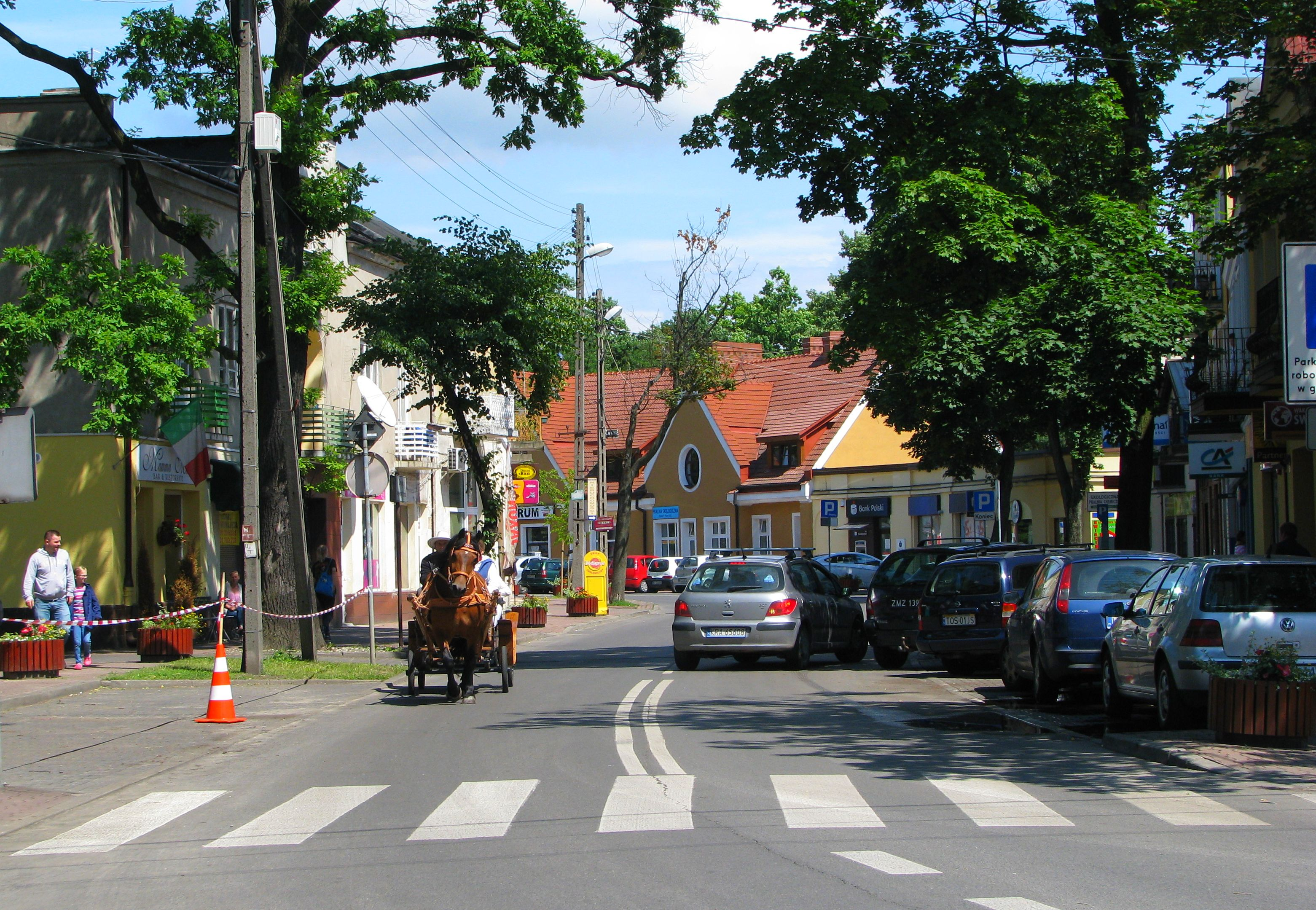
Ulica Warszawska w Milanówku

Ogółem 16056 mieszkańców (7560 mężczyzn)

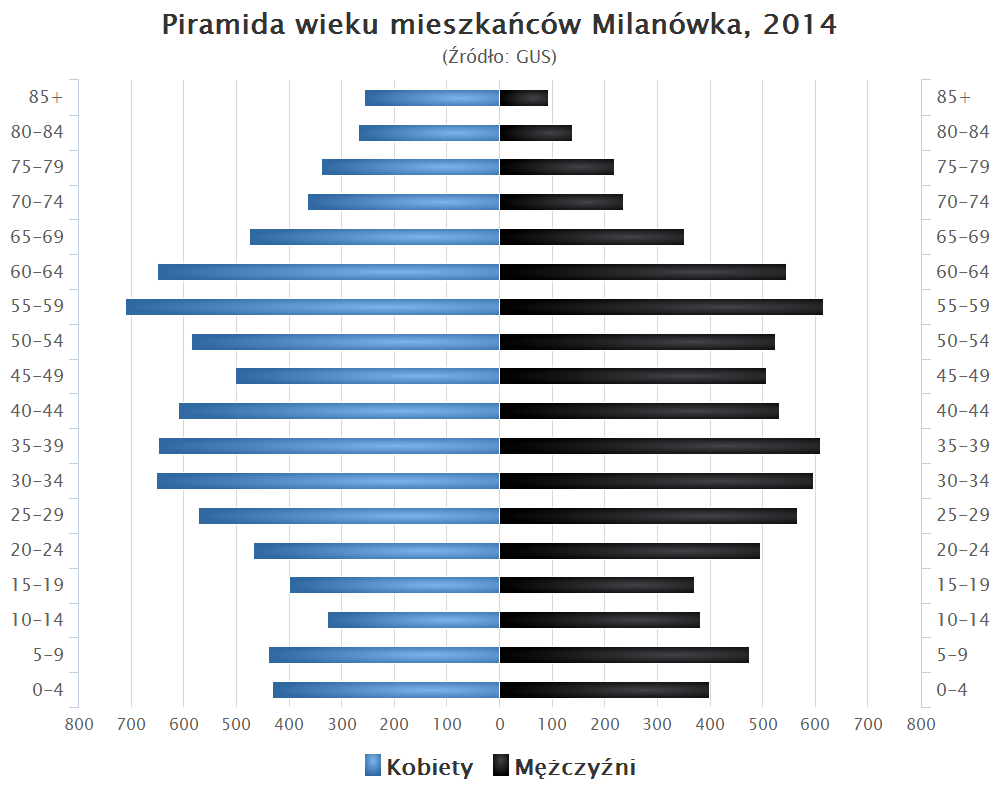
Piramida wieku mieszkańców Milanówka w 2014 roku

- Dane z 2009[36]:

| Opis                              | Ogółem | Ogółem | Kobiety | Kobiety | Mężczyźni | Mężczyźni |
| --------------------------------- | ------ | ------ | ------- | ------- | --------- | --------- |
| Jednostka                         | osób   | %      | osób    | %       | osób      | %         |
| Populacja                         | 15 858 | 100    | 8391    | 53      | 7467      | 47        |
| Gęstość zaludnienia [mieszk./km²] | 1179,9 | 1179,9 | 624,3   | 624,3   | 555,6     | 555,6     |

## Części miasta i osiedla
Części miasta
- Chrzanów
- Graniczna
- Grudów
- Naddawki Falenckie
- Turczynek
- Wieś Milanówek
- Kolonia Milanówek
- Kazimierówka
- Polesie
- Nowa Wieś

Osiedla
- Osiedle Gospodarska
- Osiedle Inżynierska
- Osiedle Jedwabnik
- Osiedle Królewska
- Osiedle Okólna
- Osiedle Wojska Polskiego
- Osiedle „Berliny”
- Osiedle „TBS” (Towarzystwo Budownictwa Społecznego)

## Władze
Podobnie jak we wszystkich polskich gminach o liczbie ludności do 20 tysięcy osób, wybory do rady miasta odbywają się w Milanówku z zastosowaniem ordynacji większościowej. Rada liczy 15 osób, począwszy od kadencji 2014-2018 wybieranych w jednomandatowych okręgach wyborczych. Władzę wykonawczą stanowią pochodzący z wyborów bezpośrednich burmistrz oraz podległe mu struktury Urzędu Miasta i innych gminnych jednostek organizacyjnych.

### Urząd Miasta
Urząd Miasta Milanówka mieści się w czterech budynkach, położonych w trzech różnych lokalizacjach. Główną siedzibę władz miasta stanowi znajdujący się u zbiegu ulic Kościuszki i Mickiewicza kompleks, składający się z zabytkowej willi „Wandzin” (Budynek A) oraz dobudowanego na tej samej posesji nowszego Budynku B. Obiekty te stanowią siedzibę burmistrza i rady miasta, Urzędu Stanu Cywilnego, a także komórek Urzędu związanych z finansami, sprawami organizacyjnymi i obywatelskimi. Budynek C znajduje się w zmodernizowanym obiekcie poprzemysłowym przy ul. Spacerowej 4. Mieści się tam część Urzędu odpowiadająca za kwestie infrastrukturalne i techniczne, a także związane z ochroną środowiska i gospodarką przestrzenną. Budynek ten jest także siedzibą miejskiej spółki wodociągowo-kanalizacyjnej oraz biblioteki. Budynek D przy ul. Żabie Oczko 1, jest siedzibą Referatu Organizacyjnego i Kadr.
Osobne siedziby posiadają inne jednostki miejskie, jak Straż Miejska, Centrum Kultury, Ośrodek Pomocy Społecznej czy szkoły.

### Burmistrzowie Milanówka
| lata      | imię i nazwisko      |
| --------- | -------------------- |
| 1990-1991 | Ryszard Szadkowski   |
| 1991-1998 | Krzysztof Markowski  |
| 1998-2014 | Jerzy Wysocki        |
| 2014-2018 | Wiesława Kwiatkowska |
| 2018-2024 | Piotr Remiszewski    |
| od 2024   | Artur Niedziński     |

## Przynależność administracyjna
- Sąd rejonowy: Grodzisk Mazowiecki
- Prokuratura rejonowa: Grodzisk Mazowiecki
- Urząd skarbowy: Grodzisk Mazowiecki
- Wojskowa komenda uzupełnień: Warszawa-Ochota
- Nadleśnictwo: Chojnów

## Zabytki
Do zabytków Milanówka należą m.in. kościół parafialny pw. św. Jadwigi, zespół willowy Turczynek, kwatera żołnierzy z okresu II wojny światowej oraz wiele willi z lat 1896–1945, m.in. „Potęga”, „Matulinek”, „Hygea”, „Hala” „Borówka”. Wpisane są one do krajowego rejestru zabytków (26 pozycji). 388 przedwojennych willi i innych obiektów w środkowej części Milanówka zostało wpisanych jako „zespół urbanistyczno-krajobrazowy” do krajowego rejestru zabytków. Liczne wille i pensjonaty tworzą genius loci Milanówka, stanowią o jego charakterze.

## Transport

### Drogowy
Milanówek leży przy drodze wojewódzkiej nr 719, wiodącej z Warszawy (wyjazd Alejami Jerozolimskimi) do Żyrardowa. W bliskim sąsiedztwie miasta przechodzi autostrada A2. Najbliższym węzłem autostradowym jest węzeł Grodzisk Maz.

### Autobusowy
Połączenia autobusowe Milanówka z innymi gminami, a także komunikacja miejska wewnątrz miasta, funkcjonują w ramach związku powiatowo-gminnego „Grodziskie Przewozy Autobusowe” (GPA). W mieście swoje przystanki ma sześć linii wchodzących w skład systemu GPA.

### Kolejowy
Przez miasto przechodzą następujące linie kolejowe:
- nr 1 – pociągi nie zatrzymują się w Milanówku.
- nr 47 – pociągi WKD zatrzymują się na przystanku Brzózki.
- nr 48 – pociągi WKD zaczynają i kończą bieg na przystanku Milanówek Grudów, zatrzymują się także na przystanku Polesie.
- nr 447 – pociągi Kolei Mazowieckich zatrzymują się na przystanku Milanówek.

## Oświata
Na terenie miasta znajduje się 5 szkół podstawowych (w tym 3 publiczne i 2 niepubliczne), Liceum Ogólnokształcące przy ul. Piasta, Zespół Szkół nr 2 im. gen. Józefa Bema (Liceum i Technikum) przy ul. Wójtowskiej oraz społeczne LO nr 5 przy ul. Herberta (d.Fiderkiewicza). Najstarszą szkołą w mieście jest ponad 100-letnia Szkoła Podstawowa nr 1 im. ks. Piotra Skargi przy ul. Szkolnej.

## Wspólnoty religijne

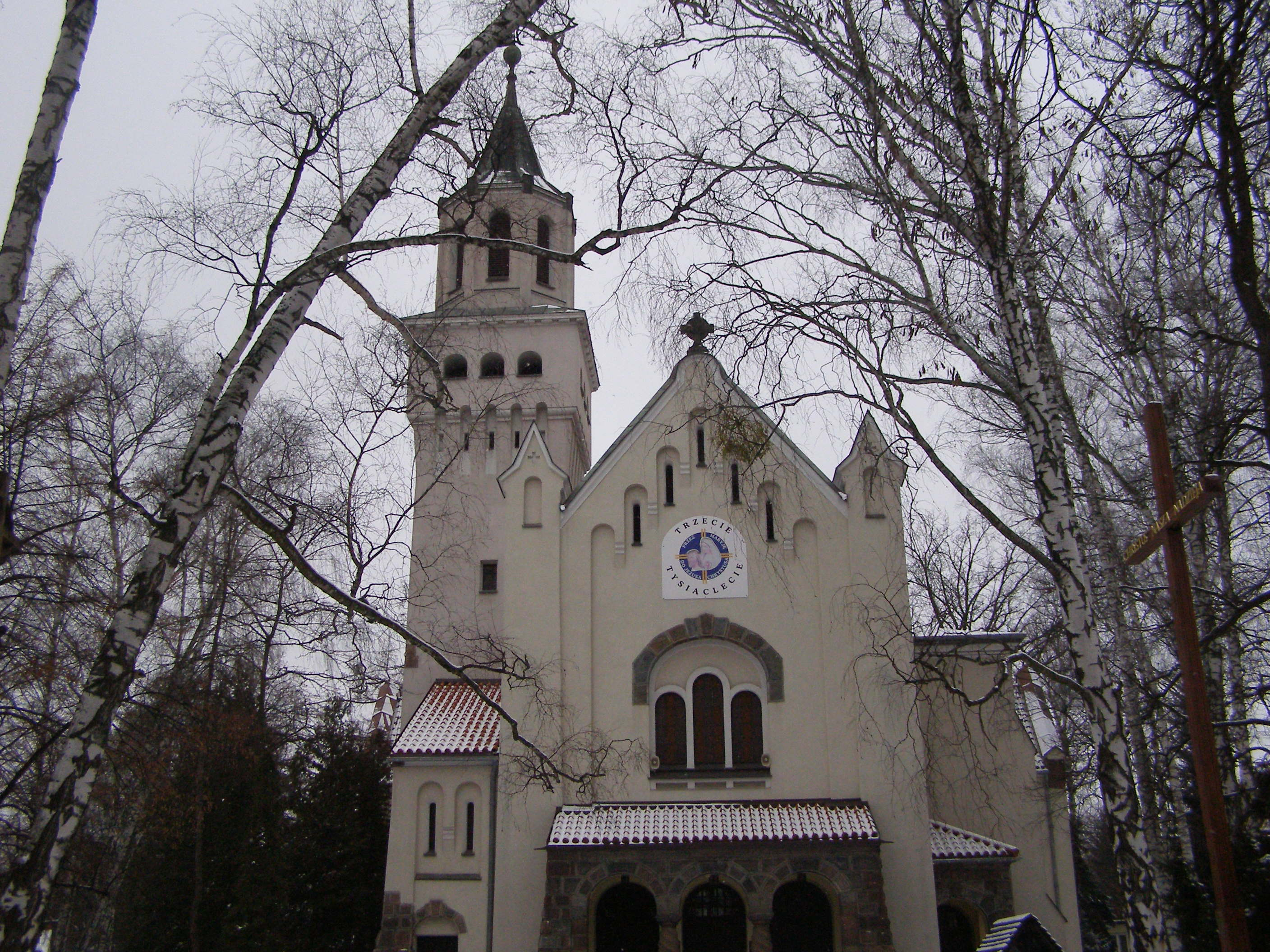
Kościół św. Jadwigi Śląskiej

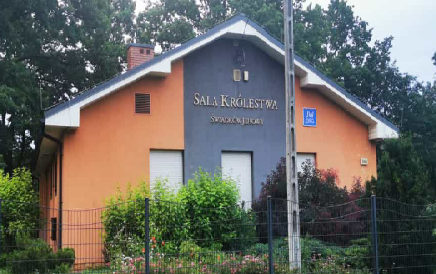
Sala Królestwa Świadków Jehowy w Milanówku

### Kościół rzymskokatolicki
- parafia św. Jadwigi Śląskiej – obejmuje w większości północną część miasta oddzieloną torami kolejowymi,
- parafia Matki Bożej Bolesnej – obejmuje południową część miasta oddzieloną torami kolejowymi,
- parafia Przemienienia Pańskiego w Żukowie – obejmuje mieszkańców północno-zachodnich krańców Milanówka; świątynia znajduje się poza granicami miasta we wsi Żuków, oddzielonej od Milanówka autostradą A2.

### Świadkowie Jehowy
- Sala Królestwa Świadków Jehowy (zbory: Milanówek, Nadarzyn), położona jest przy ul. Królewskiej 146, na granicy Milanówka i Grodziska Mazowieckiego[39].

## Sport
- Piłka nożna. KS Milan Milanówek, występujący w Lidze Okręgowej. Przy ulicy Turczynek znajdują się trzy boiska oraz skate park.
- Kolarstwo grawitacyjne. Co roku na przełomie sierpnia i września organizowane są Mistrzostwa Polski w Dirt Jumpingu.
- Koszykówka. Klub koszykarski UKS 3, występuje w trzeciej lidze koszykówki mężczyzn. Co roku organizowane są zawody streetball.
- Łyżwiarstwo szybkie. Sekcja żeńska w Uczniowskim Klubie Sportowym „3”. W rankingu krajowym pod względem zdobytych nagród znajduje się na 3. miejscu.
- Strzelectwo. Strzelnica miejska w piwnicach Zespołu Szkół przy ul. Piasta. Rozgrywane są konkursy o Puchar Burmistrza Milanówka.
- Szachy. Co roku odbywają się Mistrzostwa Milanówka w Szachach. Działa klub szachowy „Jedwabnik”.
- Tenis ziemny. Korty tenisowe mają tradycje przedwojenne, grała na nich m.in. wicemistrzyni Wimbledonu 1936 – Jadwiga Jędrzejowska. Co roku we wrześniu rozgrywane są Otwarte Mistrzostwa Milanówka w Tenisie Ziemnym.
- Taniec. Klub taneczny „Twist” w Centrum Kultury.
- Turystyka rowerowa. Sekcja kolarska przy Centrum Kultury organizuje tzw. „Milę Milanowską” – wyścig o puchar Burmistrza.
- Bieganie. W Milanówku mieszka i trenuje Katarzyna Panejko-Wanat, dwukrotna Mistrzyni Polski w Maratonach na Orientację (Puchar Polski w Pieszych Maratonach na Orientację) oraz dwukrotna Akademicka Mistrzyni Polski w Maratonie.

## Milanówek w kulturze
W odniesienia do milanowskiej codzienności obfituje tom wierszy Zachód słońca w Milanówku Jarosława Marka Rymkiewicza, wyróżniony Nagrodą Literacką Nike za rok 2003. Hanna Banaszak nagrała piosenkę Truskawki w Milanówku – autor tekstu Wojciech Młynarski.

## Miasta partnerskie
Miasta partnerskie (stan na 2012 r.):

- Lidzbark Warmiński
- Fumone
- Welzheim